# 浜田耕策
濱田 耕策（はまだ こうさく、1949年 - ）は、日本の歴史学者、九州大学名誉教授。専門は朝鮮古代史・渤海史。

## 経歴
1949年、大分県生まれ。北海道大学文学部史学科を卒業し、学習院大学大学院人文科学研究科に進学した。博士課程を単位取得満期退学。
その後は、九州大学文学部教授、同大学院人文科学研究院教授に就いた。2015年に九州大学を定年退職し、名誉教授となった。2002年、学位論文『新羅国史の研究 : 東アジア史の視点から』を学習院大学に提出して文学博士号を取得。

## 研究内容・業績
専門は満鮮史。第1回日韓歴史共同研究（2005年）において「4世紀の日韓関係」を発表した。

## 著作
単著
- 『渤海国興亡史』（歴史文化ライブラリー）吉川弘文館, 2000, オンデマンド版　2017　ISBN　9784642755061
- 『新羅国史の研究』吉川弘文館, 2002, オンデマンド版　2019　ISBN　	9784642781435
- 『朝鮮古代史料研究』吉川弘文館, 2013, オンデマンド版　2023　ISBN　9784642781510

論文
- 「高句麗広開土王碑文の研究 ― 碑文の構造と史臣の筆法を中心として（日本における朝鮮史像（特集))」『朝鮮史研究会論文集』第11号、朝鮮史研究会、1974年3月、pp. 1-37、ISSN 0590-8302。
- 「新羅人の渡日動向:七世紀の事例」『史淵』138, 九州大学, 2001年.
- 「百済紀年考｣『史淵』142, 九州大学, 2005年.